# Yeizmus
A „yeizmus” (spanyolul: yeísmo, ’j-zés’) az ll és az y mássalhangzók azonos ejtését jelenti a spanyol nyelvben. Az ll betű a normatív nyelvtan szerint az /ʎ/ palatális oldalréshangot, az y pedig a [ʝ] palatális réshangot jelöli fonológiai megkülönböztető szereppel, vagyis elméletileg két különböző fonéma. A „j-ző” beszélők (yeístas) ajkán viszont a két hang teljesen egyformán hangzik a [ʝ] javára, következésképpen a kiejtésükben nem tesznek különbséget olyan szópárok között, mint például valla (’vászon’) és vaya (’menjen’), vagy se cayó (’leesett’) és se calló (’elhallgatott’).

## Elterjedése
A yeísmo, amely terjedésének központjai a nagyvárosok, ma már az egész spanyol nyelvterületen teljesen általános és elfogadott, a kivételt éppen az [ʎ] ejtését őrző vidékek képviselik. Gyakorlatilag már csak nagyon kevés helyen maradt meg az ll eredeti ejtése: Spanyolországban Madrid és majdnem az összes város „j-ző”, kivétel a katalán nyelvterület, ahol e nyelv hatására még ejtik az [ʎ] hangot, illetve az északi területek, leginkább az idősebb vagy vidéki nyelvhasználók körében. Hispano-Amerika egész területe szintén „j-ző”, néhány kivétellel: Belső-Kolumbiában, valamint Bolíviában ejtik még az [ʎ] hangot, utóbbi esetben kecsua adsztrátumnak köszönhetően maradt fent a konzervatív ejtésmód, mivel a kecsua nyelvben is létezik az /ʎ/ fonéma.

## Ejtésváltozatok
A „j”-ző nyelvjárásokban, vagyis a spanyol nyelvterület túlnyomó részén a [ʝ] hangnak számos ejtésváltozata (allofónja) lehetséges, a félhangzószerű (approximáns) [j] ejtéstől egészen az affrikátáig  [ɟ], [d͡ʒ] (magyar zs, gy, dzs; az utóbbi ejtésmód főleg Kolumbiában és Mexikó egyes részein jellemző). Külön említést érdemel a Río de la Plata-i nyelvjárás (Argentína, Uruguay), ahol magyar zs-nek [ʒ] vagy s-nek [ʃ] hangzik, utóbbi a női beszélőkre jellemző.

## Az Akadémia és a média szerepe
A yeísmo elterjedtségének ellenére a Spanyol Királyi Akadémia továbbra is fonémaként tartja számon az /λ/ hangot, és a művelt spanyolországi beszélők körében is létezik törekvés a megkülönböztető kiejtés fenntartására és terjesztésére, amiben nagy szerepe van a spanyol médiának is.